# Aeolosauridae
Aeolosauridae é uma família de dinossauros do clado Titanosauria do Cretáceo Superior da Argentina e Brasil.

## Gêneros
- ?Adamantisaurus: Cretáceo Superior do Brasil.[1]
- Aeolosaurus: Cretáceo Superior da Argentina e Brasil.[2][3][4]
- Gondwanatitan: Cretáceo Superior do Brasil.[5]
- Maxakalisaurus: Cretáceo Superior do Brasil.[6]
- ?Muyelensaurus: Cretáceo Superior da Argentina.[7]
- Overosaurus: Cretáceo Superior da Argentina.[8]
- Panamericansaurus: Cretáceo Superior da Argentina.[9]
- Pitekunsaurus: Cretáceo Superior da Argentina.[10]
- Rinconsaurus: Cretáceo Superior da Argentina.[11]